# Alexander Mayer (Koch)
Alexander Mayer (* 1987 in Dinslaken) ist ein deutscher Koch.

## Werdegang
Nach dem Abitur 2008 und einer Ausbildung zur Fachkraft im Gastgewerbe begann Mayer 2012 eine Kochlehre im Restaurant Schiffchen bei Jean-Claude Bourgueil in Düsseldorf (zwei Michelinsterne). Dann kochte er in anderen namhaften Häusern Deutschlands. Asiatische Küche studierte er bei einem Praktikum im Restaurant Nagaya in Düsseldorf und als Chef de Partie im Yunico – Japanese Fine Dining im Kameha Grand in Bonn.
Im Dezember 2019 wurde er Küchenchef im Restaurant Wintergarten des Hotels Brenners Park-Hotel & Spa in Baden-Baden. Unter seiner Leitung wurde das Restaurant mit 16 Gault-Millau-Punkten bewertet. Von April 2023 bis Oktober 2024 war er Küchenchef im Atlantic Restaurant im Hotel Atlantic in Hamburg. Im März 2024 wurde das Restaurant mit einem Michelinstern ausgezeichnet. Der Guide Michelin lobt die „französischen Klassik … mit modernem Stil und asiatischen Einflüssen“.
Von Januar bis Mai 2025 war er Chefkoch des Restaurant Eatrenalin im Europa-Park im badischen Rust.

## Auszeichnungen
- 2024: Ein Michelinstern für das Atlantic Restaurant im Hotel Atlantic in Hamburg[6]